# Rémi Sowou
Rémi Sowou, né le 18 juillet 1996, est un coureur cycliste béninois.

## Biographie
En 2017, Rémi Sowou participe aux Jeux de la Francophonie avec la délégation béninoise. Il représente également son pays aux championnats d'Afrique en 2018. La même année, il se présente au départ des Jeux africains, organisés à Casablanca. Il est aussi de nouveau aligné aux championnats d'Afrique en 2019.
Lors de la saison 2023, il devient champion du Bénin du contre-la-montre chez les élites,. Il termine par ailleurs quatrième d'une étape du Tour du Faso.

## Palmarès et résultats

### Palmarès par année
- 2021
  - 2e du championnat du Bénin du contre-la-montre
- 2022
  - 2e du championnat du Bénin du contre-la-montre
- 2023
  -  Champion du Bénin du contre-la-montre
- 2024
  - 2e du championnat du Bénin du contre-la-montre
  - 2e du championnat du Bénin sur route
- 2025
  - 2e du championnat du Bénin sur route

### Classements mondiaux
| Année                                 | 2019  | 2020 | 2021  | 2022  | 2023  | 2024  |
| ------------------------------------- | ----- | ---- | ----- | ----- | ----- | ----- |
| Classement mondial                    | 2243e | nc   | 2712e | 2877e | 1647e | 1106e |
| UCI Africa Tour                       | 132e  | nc   | 151e  | 172e  | 71e   | 79e   |
|                                       |       |      |       |       |       |       |
| Légende : nc = non classéSource : UCI |       |      |       |       |       |       |